# Ramal de Tomar

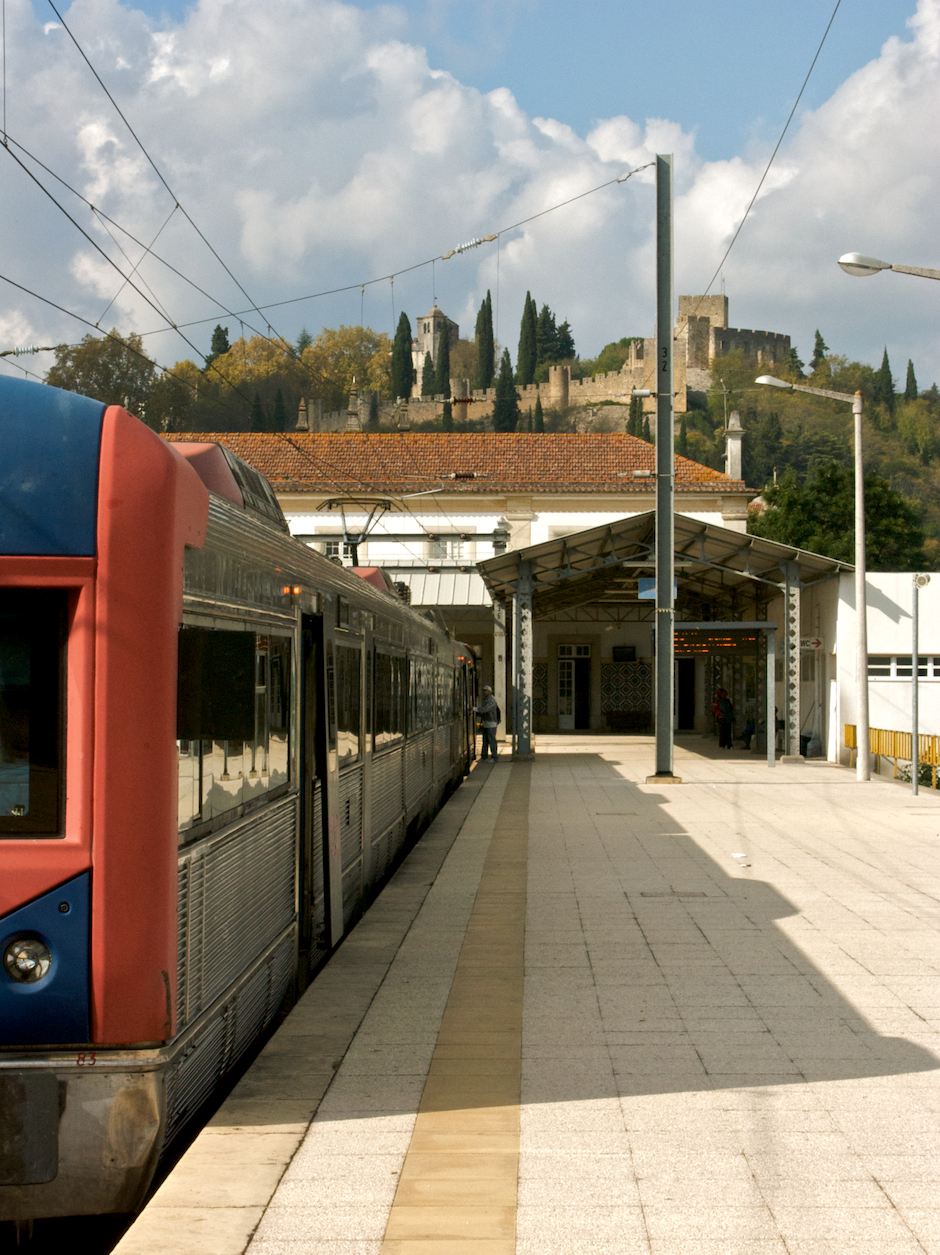
Estação Ferroviária de Tomar

O Ramal de Tomar, originalmente conhecido como Caminho de Ferro de Lamarosa a Tomar, é uma ligação ferroviária de via única eletrificada, em bitola ibérica, com cerca de quinze quilómetros, contida integralmente no território do município epónimo, no centro de Portugal, que liga as estações da Lamarosa (Linha do Norte) e de Tomar. Foi inaugurado em 24 de Setembro de 1928.

## Descrição
Este ramal utiliza via única electrificada, em bitola ibérica, apresentando uma extensão de 14,8 Km.

## História

### Antecedentes e primeiras tentativas
Em meados do Século XIX, a região entre Tomar, Torres Novas e Abrantes tinha grandes problemas de comunicações, sendo o principal meio de transporte a navegação fluvial, especialmente pelo Rio Tejo. Em Abril de 1857, a Câmara de Peniche defendeu que a futura Linha do Norte deveria ir pelo litoral em vez do interior do país, alegando que a zona da lezíria do Tejo não precisava tanto de caminhos de ferro, uma vez que dispunha de vários rios, como Tomar, que era banhada pelo Nabão.
As primeiras iniciativas para a instalação de uma ligação ferroviária a Tomar datam de 1887, quando três empresários portugueses requereram a concessão para a construção de uma via férrea sobre o leito da estrada, entre Tomar e a estação de Paialvo, na Linha do Norte, para a circulação de carros americanos.

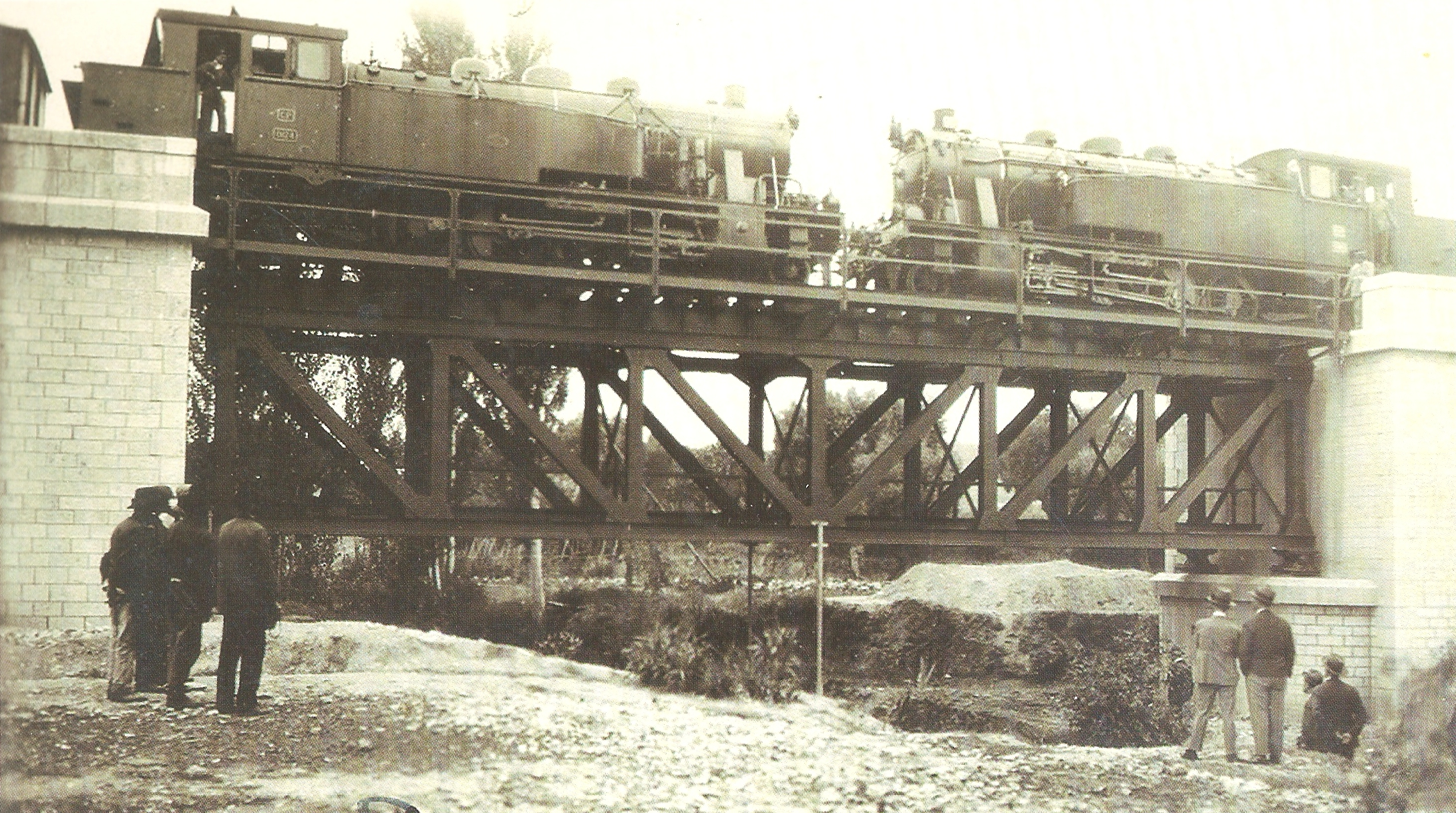
Comboios da Companhia dos Caminhos de Ferro Portugueses a fazerem provas estáticas de carga da Ponte de Bezelga, antes da abertura do Ramal de Tomar.

### Planeamento, construção e inauguração
Em 1913, a Câmara municipal de Tomar voltou a debruçar-se sobre esta ligação ferroviária, tendo sido autorizada pela lei n.º 76, de 18 de Julho de 1913, a construir e explorar, no prazo máximo de 10 meses, um caminho de ferro entre estas duas localidades, em bitola ibérica, sem apoios do estado, que podia ser nacionalizado em qualquer altura. Apesar do plano para esta linha ter sido aprovado por uma portaria de 19 de Outubro de 1914, tinha vários problemas e a sua execução era demasiado dispendiosa, pelo que a lei n.º 325, de 8 de Julho do ano seguinte, concedeu à autarquia a prorrogação do prazo em 6 meses para começar a construção, e a realização de estudos para encontrar um novo ponto de ligação à Linha do Norte, entre Paialvo e o Entroncamento. Assim, foi planeado um novo percurso, com o ponto de inserção modificado para a Lamarosa, que foi deferido pelas portarias de 15 de Março de 1916 e 14 de Maio de 1926. A lei n.º 1658, datada de 3 de Setembro de 1921, autorizou a autarquia de Tomar a fazer um empréstimo de 6.000.000$00 na Caixa Geral de Depósitos, devendo a construção e exploração ser feitos pela Companhia dos Caminhos de Ferro Portugueses, o que seria confirmado por um contrato entre estas duas entidades, assinado em 19 de Agosto de 1925.
Em Dezembro de 1926, já tinha sido aprovado o programa para a ampliação da Estação de Lamarosa, para acomodar o entroncamento com o futuro ramal até Tomar. No princípio do mês seguinte, as obras estavam quase concluídas.
Em Julho de 1926, as obras de construção da linha estavam a correr com regularidade, encontrando-se bastante adiantadas. No entanto, verificou-se que, para concluir as obras, seriam necessários, mais 2.500.000$00, que a Câmara não podia fornecer, pelo que o estado encarregou, pelo decreto n.º 14865, de 3 de Janeiro de 1928, o Fundo Especial de Caminhos de Ferro a emprestar esta soma, que seria paga pelos lucros de exploração. Após terem sido feitas várias provas de carga, como sucedeu na Ponte da Bezelga, o ramal foi aberto à exploração, com a denominação de Caminho de Ferro de Lamarosa a Tomar, em 24 de Setembro de 1928, embora só tenha sido classificado oficialmente como parte da rede ferroviária do Estado por uma portaria de 9 de Abril de 1930.
A construção do Ramal de Tomar insere-se na época entre as duas guerras mundiais, que ficou marcada pela crise dos caminhos de ferro devido à expansão do transporte automóvel, e na qual apenas se construíram alguns pequenos lanços de via férrea.

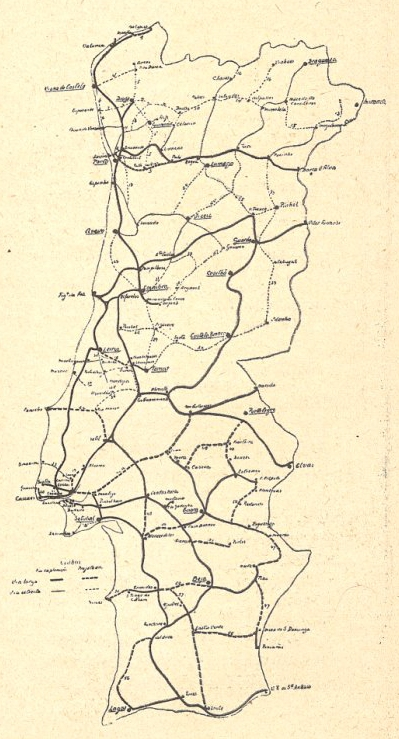
Mapa do Plano da Rede de 1930.

### Planeada ligação a Nazaré e Leiria
Em 1907, foi feita a classificação da rede ferroviária complementar do centro do país, tendo sido posteriormente adicionadas as linhas de Tomar à Nazaré e Leiria, ambas em via estreita. Em 6 de Agosto de 1913, foi celebrado um contrato para a construção do Caminho de Ferro de Tomar à Nazaré com o ramal para Leiria, mas este documento foi rescindido por um decreto de 30 de Março de 1926. Também em 1913, a câmara dos deputados entregou a concessão para uma linha de Tomar à Nazaré, passando pelo entroncamento, mas este plano não avançou porque a câmara municipal de Tomar foi autorizada a construir o ramal desde a Linha do Norte.
Em Outubro de 1926, as comissões administrativas de Torres Vedras e Alcanena já tinham entregue uma representação ao Ministro do Comércio, pedindo para anular o concurso da Linha de Tomar à Nazaré e o correspondente ramal para Leiria, e que se fizesse um inquérito para estudar uma alteração no traçado, passando a transitar pelo Entroncamento, Torres Novas, Alcanena e Odemira (sic, provavelmente referindo-se a Mira d’Aire). O concurso para a construção desta linha e o correspondente ramal foi realizado em 14 de Novembro de 1926; no entanto, devido à falta de apoios financeiros especiais, indispensáveis para auxiliar na construção, não compareceram quaisquer concorrentes, pelo que o governo entregou a concessão à Companhia dos Caminhos de Ferro Portugueses, com uma garantia de juro de 9% sobre 320 mil escudos por quilómetro. Em 1911, uma comissão regional defendeu a construção de uma linha de Tomar a Rio Maior, passando por Torres Novas.
Quando se realizaram os estudos para a elaboração do plano para a rede nacional de caminhos de ferro, em 1927, as autoridades militares sugeriram a instalação de uma ligação em bitola larga da Régua a Gouveia, que poderia ser prolongada até ao Entroncamento por Arganil e Tomar. Quando o Plano da Rede foi publicado, pelo Decreto n.º 18:190, de 28 de Março de 1930, uma das ligações previstas era a Linha da Sertã, em via estreita, unindo Nazaré a Idanha-a-Nova, passando por Tomar, Sertã e Castelo Branco; em Idanha, entroncaria com a Linha do Côa, que nasceria no Pocinho. Também deveria ser construída a Linha de Tomar, em bitola estreita, ligando o Entroncamento a Miranda do Corvo; aproveitava o leito do Ramal de Tomar, que passaria a ser em via algaliada.

### Década de 1960
Em 1961, a Companhia dos Caminhos de Ferro Portugueses assinou um contrato com o consórcio Groupement d'Etude et d'Electrification de Chemins de Fer en Monophase 50Hz, para, entre outros empreendimentos, estudar, fornecer e montar os equipamentos aéreos e de telecomando, telemedida e telessinalização do Ramal de Tomar. Em 1968, a operadora previa a realização de obras de renovação parcial em todo o ramal, a ser executado por um consórcio das empresas SOMAFEL, Somapre, A. Borie e A. Dehé.

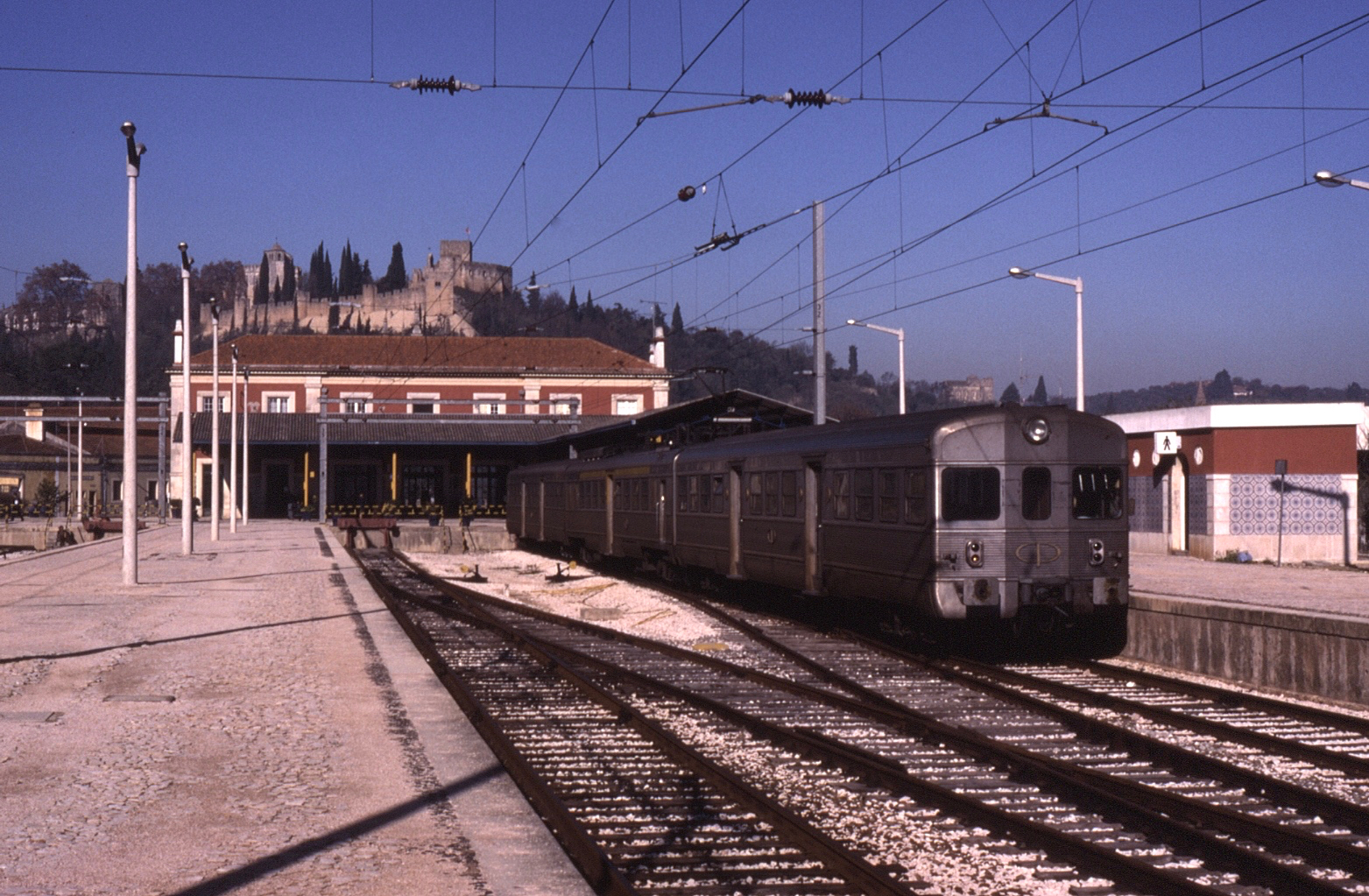
Estação de Tomar em 1990.

No âmbito do II Plano de Fomento, que decorreu de 1968 a 1973, a Companhia dos Caminhos de Ferro Portugueses planeou um grande quadro de investimentos no transporte ferroviário, que incluía a electrificação de vários lanços de via férrea, incluindo o Ramal de Tomar.

### Década de 1990
Em Dezembro de 1992, foi organizada uma viagem especial até Tomar, com um comboio rebocado por uma locomotiva a vapor, para celebrar o aniversário da Associação Portuguesa dos Amigos dos Caminhos de Ferro.

## Leitura recomendada
- GUIMARÃES, Vieira (2012) [1912]. A trilogia monumental de Alcobaça, Batalha, Thomar e o caminho de ferro. Tomar: Heart Books. 138 páginas. ISBN 978-989-98001-0-6